# Takuma Inoue
Pour les articles homonymes, voir Inoue.
Takuma Inoue (井上 拓真, Inoue Takuma) est un boxeur japonais né le 26 décembre 1995 à Zama. Il est le jeune frère de Naoya Inoue.

## Carrière
Passé professionnel en 2013, il devient champion d'Asie OPBF des poids super-mouches en 2015 et des poids coqs en 2021 puis remporte le titre vacant de champion du monde des poids coqs WBA le 8 avril 2023 après sa victoire aux points contre Liborio Solis. Inoue conserve son titre le 24 février 2024 en battant par KO au 9e round Abraham Nova et le 6 mai 2024 Sho Ishida aux points. Il est en revanche battu aux points le 13 octobre suivant par son compatriote Seiya Tsutsumi.